# Lin Huiyang
Lin Huiyang (Chinees: 林回央,　6 januari 1998) is een Chinees skeletonster.

## Carrière
Lin maakte haar wereldbekerdebuut in het seizoen 2019/20 waar ze 22e werd.
In 2019 maakte ze haar debuut op het wereldkampioenschap waar ze 22e werd individueel. Het jaar erop werd ze individueel 13e en in het nieuwe onderdeel gemengd team werd ze zesde.

## Resultaten

### Wereldkampioenschappen
| Jaar | Plaats    | Resultaat                       |
| ---- | --------- | ------------------------------- |
| 2019 | Whistler  | 22e Individueel                 |
| 2020 | Altenberg | 13e Individueel 6e Gemengd team |

### Wereldbeker
Eindklasseringen
| Seizoen   | Rang |
| --------- | ---- |
| 2019/2020 | 22e  |
| 2020/2021 | /    |
| 2021/2022 | 22e  |